# 100-й гвардейский истребительный авиационный полк
100-й гвардейский истребительный авиационный Ченстоховский орденов Богдана Хмельницкого и Александра Невского полк (100-й гв. иап) — воинская часть Военно-Воздушных сил (ВВС) Вооружённых Сил РККА, принимавшая участие в боевых действиях Великой Отечественной войны.

## Наименования полка
- 45-й истребительный авиационный полк;
- 100-й гвардейский истребительный авиационный полк;
- 100-й гвардейский истребительный авиационный Ченстоховский полк;
- 100-й гвардейский истребительный авиационный Ченстоховский ордена Александра Невского полк;
- 100-й гвардейский истребительный авиационный Ченстоховский ордена Богдана Хмельницкого и Александра Невского полк;
- 789-й гвардейский истребительный авиационный Ченстоховский орденов Богдана Хмельницкого и Александра Невского полк;
- Полевая почта 49710.

## Создание полка
100-й гвардейский истребительный авиационный полк образован 17 июня 1943 года путём преобразования из 45-го истребительного авиационного полка в гвардейский за образцовое выполнение боевых задач и проявленные при этом мужество
и героизм на основании Приказа НКО СССР.

## Переименование полка
100-й гвардейский истребительный авиационный полк 20 февраля 1949 года переименован в 789-й гвардейский истребительный авиационный полк в составе 237-й гв. иад (бывшей 9-й гв. иад) 59-й ВА ЦГВ

## Расформирование полка
789-й гвардейский истребительный авиационный полк расформирован на Северном флоте 1 июля 1960 года вместе с 237-й гв. иад.

## В действующей армии
В составе действующей армии:

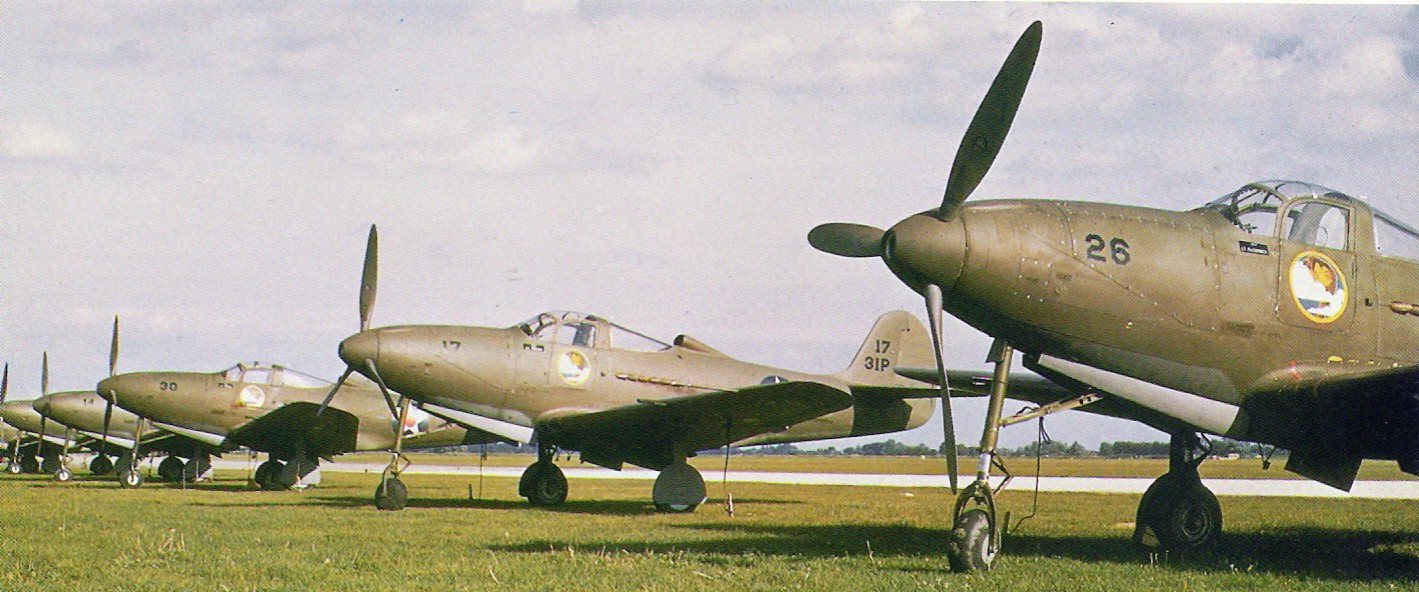
Р-39 Аэрокобра

- с 17 июня 1943 года по 10 января 1944 года,
- с 07 мая 1944 года по 11 мая 1945 года.

## Командиры полка
- майор, подполковник Дзусов Ибрагим Магометович[4], 25.04.1939 — 17.05.1943
- майор Барей Сахабутдинович Сайфутдинов[4], 17.05.1943 — 02.10.1943
- Гвардии майор, подполковник Лукьянов Сергей Иванович[4], 02.10.1943 — 31.12.1945

## В составе соединений и объединений
| Период        | Фронт (округ)            | армия                | корпус                                             | дивизия                                              | примечание                                                        |
| ------------- | ------------------------ | -------------------- | -------------------------------------------------- | ---------------------------------------------------- | ----------------------------------------------------------------- |
| 17.06.1943 г. | Северо-Кавказский фронт  | 4-я воздушная армия  |                                                    | 9-я гвардейская истребительная авиационная дивизия   | Р-39 «Аэрокобра»                                                  |
| 01.08.1943 г. | Южный фронт              | 8-я воздушная армия  |                                                    | 9-я гвардейская истребительная авиационная дивизия   | Р-39 «Аэрокобра»                                                  |
| 15.08.1943 г. | Юго-Западный фронт       | 17-я воздушная армия |                                                    | 9-я гвардейская истребительная авиационная дивизия   | Р-39 «Аэрокобра»                                                  |
| 21.08.1943 г. | Южный фронт              | 8-я воздушная армия  |                                                    | 9-я гвардейская истребительная авиационная дивизия   | Р-39 «Аэрокобра»                                                  |
| 20.10.1943 г. | 4-й Украинский фронт     | 8-я воздушная армия  |                                                    | 9-я гвардейская истребительная авиационная дивизия   | Р-39 «Аэрокобра»                                                  |
| 11.01.1944 г. | Резерв Ставки ВГК        |                      |                                                    | 9-я гвардейская истребительная авиационная дивизия   | Р-39 «Аэрокобра»                                                  |
| 07.05.1944 г. | 2-й Украинский фронт     | 5-я воздушная армия  |                                                    | 9-я гвардейская истребительная авиационная дивизия   | Р-39 «Аэрокобра»                                                  |
| 08.07.1944 г. | 1-й Украинский фронт     | 8-я воздушная армия  | 7-й истребительный авиационный корпус              | 9-я гвардейская истребительная авиационная дивизия   | Р-39 «Аэрокобра»                                                  |
| 31.07.1944 г. | 1-й Украинский фронт     | 2-я воздушная армия  | 7-й истребительный авиационный корпус              | 9-я гвардейская истребительная авиационная дивизия   | Р-39 «Аэрокобра»                                                  |
| 27.10.1944 г. | 1-й Украинский фронт     | 2-я воздушная армия  | 6-й гвардейский истребительный авиационный корпус  | 9-я гвардейская истребительная авиационная дивизия   | Р-39 «Аэрокобра»                                                  |
| 11.05.1945 г. | 1-й Украинский фронт     | 2-я воздушная армия  | 6-й гвардейский истребительный авиационный корпус  | 9-я гвардейская истребительная авиационная дивизия   | Р-39 «Аэрокобра»                                                  |
| 07.06.1945 г. | Центральная группа войск | 2-я воздушная армия  | 6-й гвардейский истребительный авиационный корпус  | 9-я гвардейская истребительная авиационная дивизия   | Австрия, аэр. Абсдорф-Эйзештадт, Р-39 «Аэрокобра»                 |
| 20.01.1949 г. | Центральная группа войск | 59-я воздушная армия | 78-й гвардейский истребительный авиационный корпус | 237-я гвардейская истребительная авиационная дивизия | аэр. Траусдорф, P-63 Kingcobra, полк переименован в 789-й гв. иап |
| 10.1952 г.    | Балтийский флот          | ВВС флота            |                                                    | 237-я гвардейская истребительная авиационная дивизия | Калининградская область, МиГ-15                                   |
| 25.04.1953 г. | 4-й ВМФ                  | ВВС флота            |                                                    | 237-я гвардейская истребительная авиационная дивизия | Калининградская область, МиГ-15                                   |
| 1956 г.       | Балтийский флот          | ВВС флота            |                                                    | 237-я гвардейская истребительная авиационная дивизия | Калининградская область, МиГ-17                                   |
| 03.1958 г.    | Северный флот            | ВВС флота            |                                                    | 237-я гвардейская истребительная авиационная дивизия | Мурманская область, МиГ-17                                        |
| 06.1960 г.    | Северный флот            | ВВС флота            |                                                    | 237-я гвардейская истребительная авиационная дивизия | Мурманская область, МиГ-17 полк расформирован                     |

## Участие в сражениях и битвах

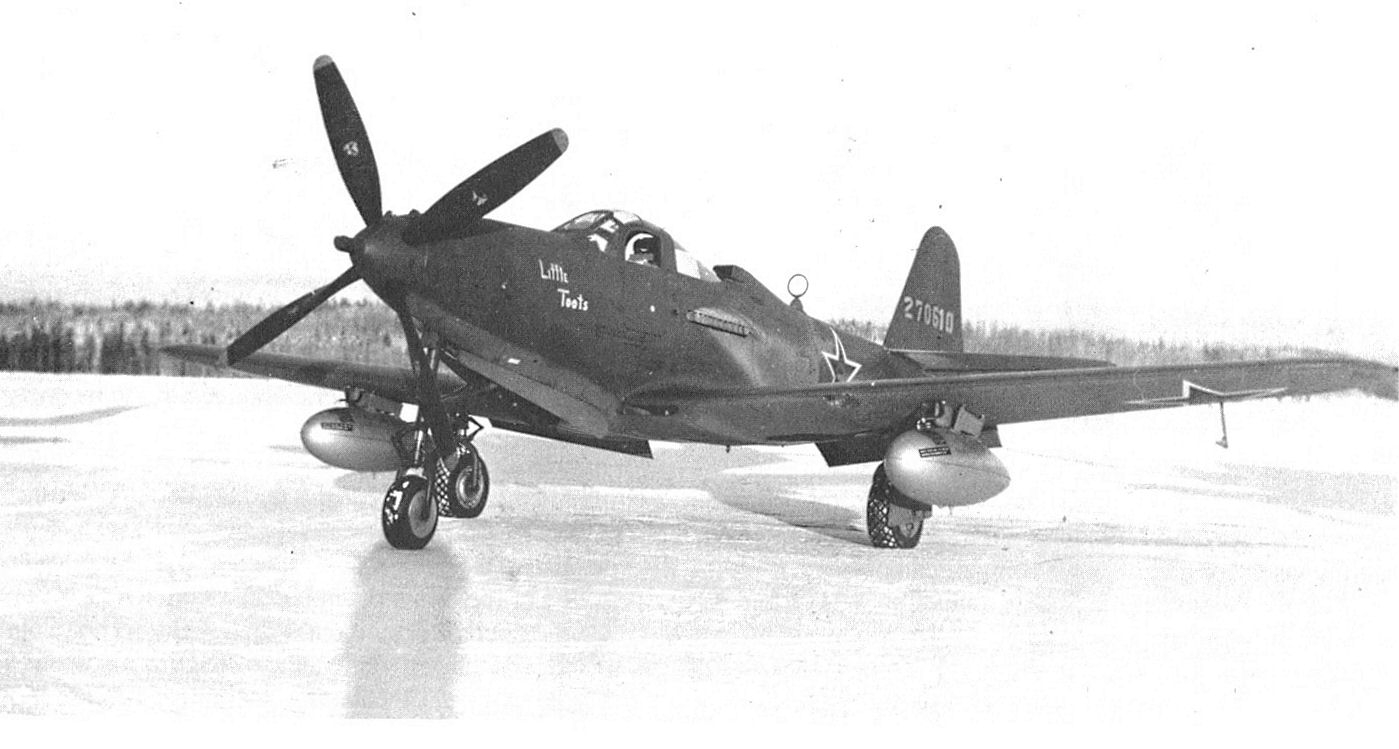
Bell P-63 Кингкобра

- Белгородско-Харьковская операция — с 3 августа 1943 года по 23 августа 1943 года.
- Кировоградская наступательная операция — с 5 января 1944 года по 16 января 1944 года.
- Корсунь-Шевченковская операция — с 24 января 1944 года по 17 февраля 1944 года.
- Уманско-Ботошанская операция — с 5 марта 1944 года по 17 апреля 1944 года.
- Львовско-Сандомирская операция — с 13 июля 1944 года по 3 августа 1944 года.
- Карпатско-Дуклинская операция — с 27 октября 1944 года по 28 октября 1944 года.
- Висло-Одерская операция — с 12 января 1945 года по 3 февраля 1945 года.
- Сандомирско-Силезская операция — с 12 января 1945 года по 3 февраля 1945 года.
- Нижне-Силезская наступательная операция — с 8 февраля 1945 года по 24 февраля 1945 года.
- Осада Бреслау — с 23 февраля 1945 года по 6 мая 1945 года.
- Верхне-Силезская наступательная операция — с 15 марта 1945 года по 31 марта 1945 года.
- Берлинская наступательная операция — с 16 апреля 1945 года по 8 мая 1945 года.
- Пражская операция — с 6 мая 1945 года по 11 мая 1945 года.

## Почётные наименования
100-му гвардейскому истребительному авиационному полку 19 февраля 1945 года За отличие в боях за овладение городами Ченстохова, Пшедбуж и Радомско приказом ВГК присвоено почётное наименование «Ченстоховский».

## Награды
- За образцовое выполнение боевых заданий командования в боях при прорыве обороны немцев на реке Нейссе и овладении городами Котбус, Люббен, Цоссен, Беелитц, Лукенвальде, Тройенбритцен, Цана, Мариенсфельде, Треббин, Рантсдорф, Дидерсдорф, Кельтов и проявленные при этом доблесть и мужество 100-й гвардейский истребительный авиационный Ченстоховский полк Указом Президиума Верховного Совета СССР от 26 мая 1945 года награждён орденом Александра Невского[6].
- За образцовое выполнение боевых заданий командования при ликвидации группировки немецких войск, окружённой юго-восточнее Берлина, и проявленные при этом доблесть и мужество 100-й гвардейский истребительный авиационный Ченстоховский ордена Александра Невского полк 4 июня 1945 года Указом Президиума Верховного Совета СССР награждён орденом Богдана Хмельницкого II степени[7][6].

## Отличившиеся воины полка

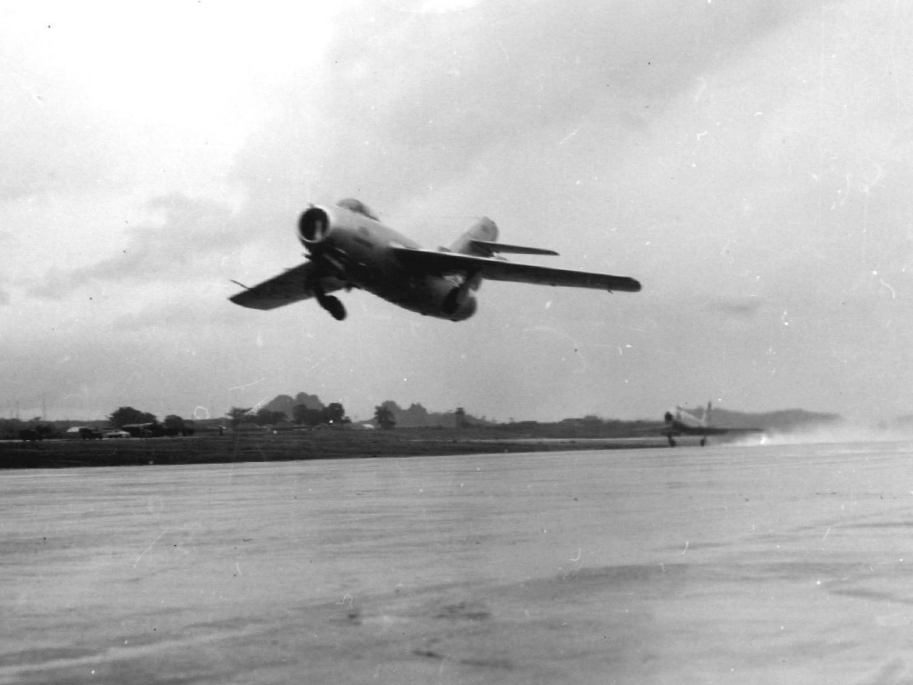
МиГ-15

### Дважды Герои Советского Союза
- Дмитрий Борисович Глинка, капитан, помощник по Воздушно-Стрелковой Службе командира 100-го Гвардейского истребительного авиационного полка 9-й Гвардейской истребительной авиационной дивизии 4-й Воздушной Армии 24 августа 1943 года удостоен звания дважды Герой Советского Союза. Золотая Звезда № 2/9.

### Герои Советского Союза
- Гучёк Пётр Иосифович, старший лейтенант, командир звена 100-го гвардейского истребительного авиационного полка 9-й гвардейской истребительной авиационной дивизии 6-го гвардейского истребительного авиационного корпуса 2-й воздушной армии 27 июня 1945 года удостоен звания Герой Советского Союза. Посмертно
- Дольников Григорий Устинович, генерал-полковник авиации, лётчик 100-го гвардейского истребительного авиационного полка 9-й гвардейской истребительной авиационной дивизии 6-го гвардейского истребительного авиационного корпуса 2-й воздушной армии 21 февраля 1978 года удостоен звания Герой Советского Союза. Золотая Звезда № 11289
- Иван Ильич Бабак, гвардии младший лейтенант, командир звена 100-го гвардейского истребительного авиационного полка 9-й гвардейской истребительной авиационной дивизии 8-й воздушной армии Южного фронта 1 ноября 1943 года удостоен звания Герой Советского Союза. Золотая Звезда № 1132
- Шаренко Василий Денисович, командир эскадрильи 100-го гвардейского истребительного полка 9-й гвардейской истребительной авиационной дивизии 8-й воздушной армии 4-го Украинского фронта 13 апреля 1944 года удостоен звания Герой Советского Союза. Золотая Звезда № 1323
- Петров Михаил Георгиевич, майор, командир эскадрильи 100-го гвардейского истребительного авиационного полка 9-й гвардейской истребительной авиационной дивизии 6-го гвардейского истребительного авиационного корпуса 2-й воздушной армии 27 марта 1996 года удостоен звания Герой России. Золотая Звезда № 260

## Благодарности Верховного Главнокомандования
Воинам полка в составе дивизии за отличия в боях объявлены благодарности Верховного Главнокомандования:
- За особое отличие в боях при овладении городом Барвенково, городом и важнейшим железнодорожным узлом Чаплино, важнейшим узлом железных дорог в Приазовье — городом Волноваха, при наступлении вдоль побережья Азовского моря и освобождении от немецких захватчиков крупного центра металлургической промышленности юга — города и порта Мариуполь[8].
- За отличие в боях при овладении городами Порицк, Горохов, Радзехов, Броды, Золочев, Буек, Каменка, городом и крупным железнодорожным узлом Красное и занятии свыше 600 других населенных пунктов[9].
- За овладение городом Сандомир и за овладение сандомирским плацдармом[10]
- За отличие в боях при овладении городами Ченстохова, Пшедбуж и Радомско[11].
- За отличие в боях при овладении городам Виттенберг — важным опорным пунктом обороны немцев на реке Эльба[12].
- За отличие в боях при разгроме берлинской группы немецких войск овладением столицы Германии городом Берлин — центром немецкого империализма и очагом немецкой агрессии[13].

## Статистика боевых действий
Всего за годы Великой Отечественной войны полком:
| Выполнено боевых вылетов | Сбито самолётов в воздухе | Уничтожено самолётов всего |
| ------------------------ | ------------------------- | -------------------------- |
| 8223                     | 428                       | 447                        |

Свои потери:
| Потеряно самолётов, всего | Погибло лётчиков всего | Погибло лётчиков в воздушных боях | Не вернулись с боевого задания | Погибло при налётах и прочие небоевые потери | Погибло в авиакатастрофах и умерло от ран |
| ------------------------- | ---------------------- | --------------------------------- | ------------------------------ | -------------------------------------------- | ----------------------------------------- |
| 122                       | 48                     | 20                                | 24                             | 1                                            | 3                                         |

## Литература

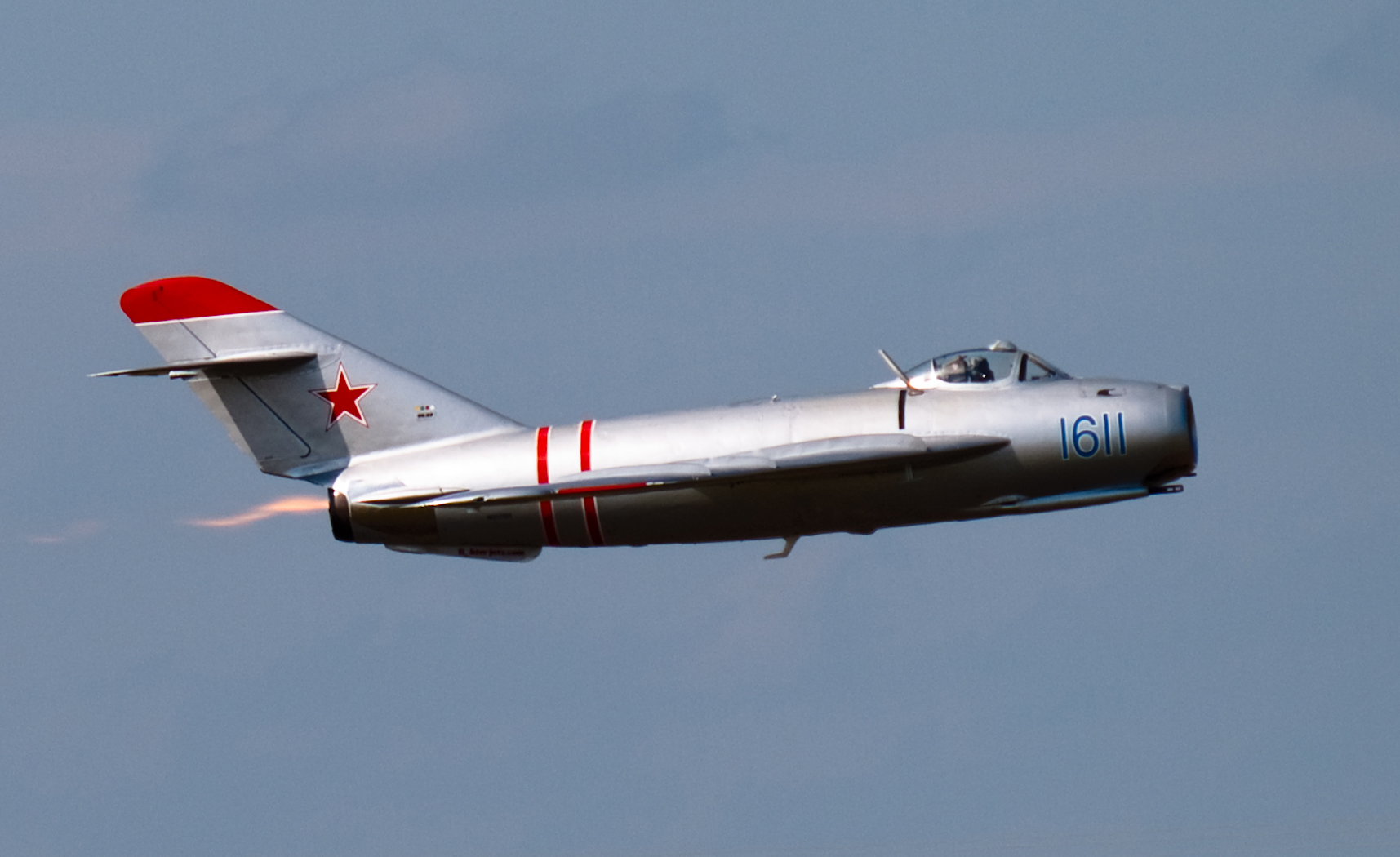
МиГ-17